# Morihiro Saito
Morihiro Saito (31 de març de 1928 - 13 de maig de 2002) fou un professor japonès d'aikido, alumne directe d'O Sensei juntament amb Tadashi Abe, Hikitsuchi Michio i Nobuyoshi Tamura.
Va començar a practicar aikido amb el fundador Morihei Ueshiba (també anomenat O-Sensei), a Iwama el 1946 després d'haver practicat kendo, judo i karate, i va viure de forma permanent al costat del dojo fins a la mort d'O Sensei (1969), passant després a ser-ne el responsable fins a la seva pròpia mort.

## Alumnes destacats
- Ulf Evenas
- Paolo Corallini
- Patricia Hendriks
- Tristao da Cunha
- Hitohiro Saito
- Daniel Toutain